# Albești (gmina Delești)
Albești – wieś w Rumunii, w okręgu Vaslui, w gminie Delești. W 2011 roku liczyła 216 mieszkańców.